# NN-242
La carretera NN‑242 es una vía departamental secundaria ubicada en el departamento de León, en el noroeste de Nicaragua. Esta carretera conecta zonas rurales entre los municipios de El Jicaral y Malpaisillo, mejorando el acceso local.

## Trazado y cruces
La siguiente tabla muestra su recorrido, localidades y principales conexiones:
| km   | Localidad            | Departamento | Conexión / Ruta |
| ---- | -------------------- | ------------ | --------------- |
| 0.0  | El Obraje            | León         |                 |
| 12.3 | Comunidad intermedia | León         |                 |
| 19.7 | Malpaisillo          | León         | NN 240          |

## Coordenadas
Uno de los tramos de esta carretera puede ser ubicado en las coordenadas: 12°31′30″N 86°46′48″O / 12.5250, -86.7800